# Swasey (cráter)
Swasey es un pequeño cráter de impacto que se encuentra en el terminador oriental de la Luna, cerca del borde sureste del Mare Smythii, al oeste de la llanura amurallada del cráter Hirayama. A alrededor de un diámetro al noreste se halla Hume, y al suroeste aparece la pareja de cráteres fusionados formada por Kao y Helmert.
|  |

El borde exterior de este cráter es aproximadamente circular, con un pequeño cráter cubriendo el lado noroeste. Este cráter adjunto también se une al borde exterior sureste del pequeño cráter Lebesgue.

## Referencias

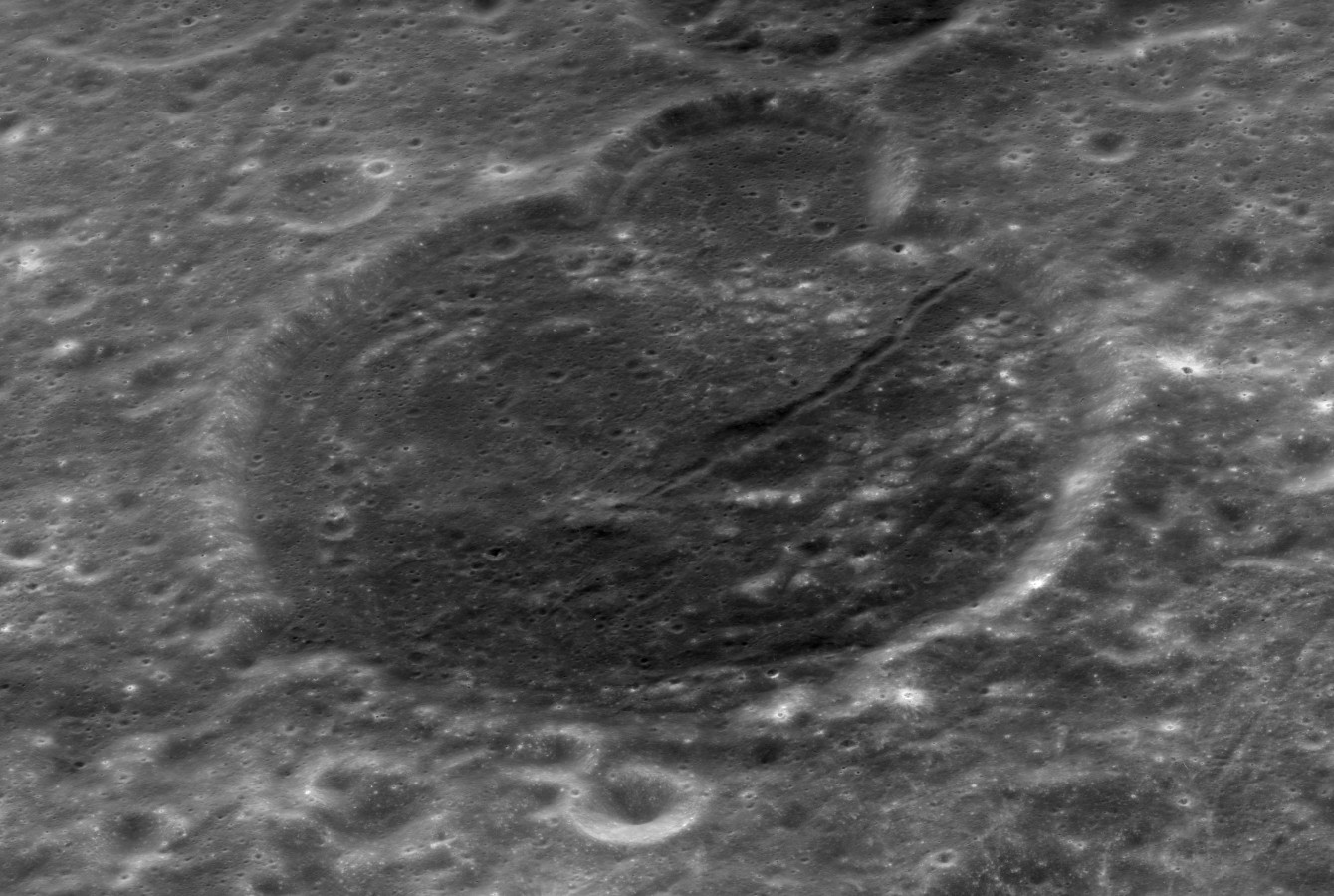
Vista oblicua desde el Apolo 17